# Annette Lind
Annette Lind, née le 2 juin 1969 à Spøttrup (Danemark), est une femme politique danoise, membre de la Social-démocratie. Elle est membre du Folketing de 2011 à 2024.

## Biographie
Annette Lind est la fille d'Alex Lind, ancien maire social-démocrate de la villee de Spøttrup où elle est née.
Elle commence une carrière d'enseignante en 1994.
Elle est engagée au sein de la Social-démocratie, dont elle dirige la branche locale d'Holstebro de 2007 à 2009. Lors des élections municipales de 2009, elle est élue conseillère municipale de la commune, et prend alors la présidence du groupe social-démocrate,.
Elle est élue députée au Folketing lors des élections législatives de 2011. En août 2013, elle devient la porte-parole sociale-démocrate sur les questions de consommation, et présidence de la commission parlementaire sur la santé et la prévention. En décembre 2014, elle devient la porte-parole de son groupe parlementaire sur les questions d'enfance et d'éducation.
Elle est réélue pour un second mandat lors des élections législatives de 2015, à l'issue desquelles elle conserve son rôle de porte-parole de son groupe parlementaire,.
Elle remporte un troisième mandat lors des élections législatives de 2019, qui marquent la victoire du bloc de gauche. Elle est alors pressentie pour devenir ministre de l'Éducation dans le gouvernement social-démocrate de Mette Frederiksen mais n'intègre finalement pas l'exécutif. Elle devient alors la porte-parole sociale-démocrate sur les questions de politique étrangère.
Elle remporte un quatrième mandat à l'occasion des élections législatives anticipées du 1er novembre 2022. Après le scrutin, elle devient la porte-parole sociale-démocrate pour les personnes âgées.
En décembre 2023, le ministre des Affaires étrangères, Lars Løkke Rasmussen, annonce sa nomination comme consule générale du Danemark dans la ville allemande de Flensbourg à compter du 1er mars 2024.